# Foz Meadows

Foz Meadows (2017)

Foz Meadows ist eine australische Person, die bloggt und schriftstellerisch unter anderem im Bereich der Poesie tätig ist.

## Tätigkeit
Meadows schrieb schon für The Mary Sue, Apex Magazine, Black Gate, The Huffington Post, A Dribble of Ink, Strange Horizons und Tor.com. Meadows ist eine Romanautorin, die in den Bereichen Science Fiction und Fantasy arbeitet. Ihre Romane, Blogbeiträge und anderen Essays wurden für bedeutende Genrepreise nominiert, wie zum Beispiel den Hugo Award und den Ditmar Award.

## Privatleben
Meadows wuchs an der Central Coast von New South Wales auf und lebte in ganz Australien, unter anderem in Melbourne und Sydney, sowie im Vereinigten Königreich, unter anderem in Bristol und Aberdeen. Meadows ist mit dem Philosophiedozenten Toby Meadows verheiratet. Sie haben einen Sohn, der während ihres Aufenthalts im Vereinigten Königreich geboren wurde, und leben jetzt in Brisbane. Meadows ist bisexuell und hat sich 2015 als Genderqueer geoutet.

## Preise und Nominierungen
- 2014, 2017 & 2018 Nominierung für Hugo Award for Best Fan Writer[9][10][11]
- 2014 & 2016 Nominierung für Ditmar Award als Best Fan Writer
- 2017 Ditmar Award als Best Fan Writer[12]
- 2017 Bisexual Book Awards Finalist für An Accident of Stars[13]
- 2018 Norma K Hemming Award (Short Fiction) für "Coral Bones"[14]
- 2019 Hugo Award für Best Fan Writer[15]

## Bibliographie

### Poesie
- Scales of Time – Phantazein, edited by Tehani Wessely, FableCroft Publishing, Oktober 2014
- Silence – Goblin Fruit, Sommer 2012
- Conversation – Cordite Poetry Review no. 27, March 2008

### Bücher
- All the Hidden Paths, Tor, Dezember 2023
- A Strange and Stubborn Endurance, Tor, Juli 2022
- A Tyranny of Queens (Book 2 of the Manifold Worlds series), Angry Robot, Mai 2017
- An Accident of Stars (Book 1 of the Manifold Worlds), Angry Robot, August 2016
- The Key to Starveldt (The Rare: Book 2) – Ford Street Publishing, Oktober 2011
- Solace & Grief (The Rare: Book 1) – Ford Street Publishing, März 2010

### Kurzgeschichten
- "Finding Echoes" – Neon Hemlock, Januar 2024
- "Curiosity" – Holdfast Anthology Issues 5-8, edited by Laurel Sills and Lucy Smee, Juli 2017
- "The Song of Savi" – The Fantasist Magazine: Issue 3, edited by Will Waller and Evan Adams, Juni 2017
- "Mnemosyne" – The Fantasist Magazine: Issue 3, edited by Will Waller and Evan Adams, Juni 2017
- "Letters Sweet as Honey" – The Fantasist Magazine: Issue 3, edited by Will Waller and Evan Adams, Juni 2017
- "Coral Bones" – Monstrous Little Voices, Rebellion Publishing, März 2016
- "Bright Moon" – Cranky Ladies of History, edited by Tehani Wessely and Tansy Rayner Roberts, FableCroft Publishing, März 2015
- "Ten Days Grace" – Apex Magazine: Issue 63, edited by Sigrid Ellis, 4. August 2014
- "Needs Must" – Sincere Forms of Flattery, edited by Olivia Hambrett and Sandi Sieger, O+S Publishing, Juni 2013.

## Referenzen
1. ↑  Joel Cornah:  Foz Meadows - Writers of Fantasy Interview - Sci-fi and Fantasy Network In: Sci-fi and Fantasy Network, 7. Juli 2017. Abgerufen am 11. Februar 2018 (britisches Englisch).
2. ↑  Foz Meadows.
3. ↑  Foz Meadows.
4. ↑  Toby Meadows. Archiviert vom Original am 30. Januar 2018; abgerufen am 30. Januar 2018.
5. ↑  Author interview. 2010.
6. 1 2   FOZ MEADOWS AND CORAL BONES: BEING GENDERQUEER In: The Book Smugglers, 8. Februar 2016
7. ↑  Biography Foz Meadows.
8. ↑  Unbound bio.
9. ↑   Announcing the 2014 Hugo Award Nominees In: Tor.com. Abgerufen am 8. September 2018 (amerikanisches Englisch).
10. ↑   2017 Hugo Award Finalists Announced In: Tor.com. Abgerufen am 8. September 2018 (amerikanisches Englisch).
11. ↑   2018 Hugo Award Finalists Announced In: Tor.com. Abgerufen am 8. September 2018 (amerikanisches Englisch).
12. ↑   2017 Ditmar and Other Australian Awards In: Locus Online. Abgerufen am 11. Februar 2018 (amerikanisches Englisch).
13. ↑   Bisexual Book Awards Finalists 2016 In: Locus Online. Abgerufen am 11. Februar 2018 (amerikanisches Englisch).
14. ↑   2018 Award - the Norma K Hemming Award In: Norma K Hemming Award. Abgerufen am 5. August 2018 (amerikanisches Englisch).
15. ↑   Announcing the 2019 Hugo Award Winners In: Tor.com, 18. August 2019

| Personendaten    | Personendaten                                                    |
| ---------------- | ---------------------------------------------------------------- |
| NAME             | Meadows, Foz                                                     |
| KURZBESCHREIBUNG | australische Person, die bloggt und schriftstellerisch tätig ist |
| GEBURTSDATUM     | 20. Jahrhundert                                                  |